# Боєчко Федір Федорович
Боє́чко Фе́дір Фе́дорович (1934, с. Семаківці, Івано-Франківська обл.) — український педагог, науковець.

## Життєпис
Ф. Ф. Боєчко народився 13 травня 1934 р. у с. Семаківці Коломийського району Івано-Франківської області). 
Закінчив біологічний факультет Чернівецького державного університету. Працював завучем і вчителем хімії та біології Козирянської середньої школи на Буковині.
У 1957 р. вступив до аспірантури при кафедрі біохімії Чернівецького державного університету, яку успішно закінчив у 1960 р. Науковим керівником був професор К. М. Леутський. Після її завершення отримав направлення на роботу до Уманського педагогічного інституту, де обійняв посаду викладача хімії. У 1961 р. захистив кандидатську дисертацію в Київському державному університеті ім. Т. Г. Шевченка. У 1962 р. в Уманському педінституті організував кафедру, яку очолював впродовж 15 років. Упродовж 1964−1969 рр. був проректором з навчально-виховної і наукової роботи. У 1975 р. очолив Уманський педагогічний інститут, яким він керував до 1979 р.
У 1974 р. захистив докторську дисертацію, згодом отримав звання професора.
Новим етапом була робота на посаді ректора Черкаського педагогічного університету (1979−2000 рр.). Під керівництвом Ф.Ф Боєчка було зміцнено навчально-матеріальну базу університету. У 1990 р. було побудовано та введено в експлуатацію новий навчальний корпус на 2000 місць. Побудовано два і розпочато будівництво третього гуртожитку поліпшеного планування. Завдяки ректору Ф. Ф. Боєчку та Черкаській обласній державній адміністрації педінститут у 1995 р. отримав статус державного університету з присвоєнням імені Богдана Хмельницького. З 1998 р. очолює кафедру біохімії університету.
Є почесним громадянином м. Черкаси. 

###### Родина
- Дружина — Боєчко Любов Олександрівна.

- Син — Владислав Федорович Боєчко, історик, професор кафедри історії України Черкаського національного університету імені Богдана Хмельницького.

## Наукова  та педагогічна діяльність
Автор понад 100 наукових праць, у тому числі 20 підручників і посібників для студентів ВНЗ, училищ та вчителів і учнів шкіл. Є членом-кореспондентом Академії педагогічних наук України, 
Коло наукових інтересів: біохімія вітамінів та мікроелементів, методика викладання біохімії та полімерної хімії у системі вищої школи.
Написав і видав перший в Україні навчальний посібник з хімії полімерів для студентів природничих факультетів ВНЗ. Серед опублікованих праць − «Хімія полімерів» (1965), «Основи хімії полімерів» (1976), «Основи органічної і біологічної хімії» (1982), «Біохімія для вчителів» (1985), «Органічна хімія» (1981, 2001), «Біологічна хімія» (1989, 1995), «Основні біохімічні терміни і поняття» (1993) тощо.

## Відзнаки та нагороди
- Орден Трудового Червоного Прапора (1978)
- Нагрудний знако «Відмінник освіти України».
- Пам'ятний знак «За заслуги перед містом Черкаси» I ступеня (1999)